# WrestleMania 32
WrestleMania 32 è stata la trentaduesima edizione dell'omonimo pay-per-view prodotto dalla WWE. L'evento si è svolto il 3 aprile 2016 presso l'AT&T Stadium di Arlington in Texas. Questa è stata la terza WrestleMania a tenersi nel Texas dopo l'edizione del 2001 e del 2009 ed è la prima tenutasi nell'area metropolitana di Dallas. La canzone ufficiale dell'evento è stata My House del rapper Flo Rida mentre lo sponsor è stato l'azienda Snickers.
La rivista Forbes ha ipotizzato che WrestleMania 32 possa battere il record di 93.173 spettatori raggiunto a WrestleMania III (tenutasi al Pontiac Silverdome in Michigan) superato solamente nel 2010 da parte della NBA, che raggiunse i 108.713 spettatori. La trentaduesima edizione è riuscita a superare il record storico di spettatori di WrestleMania III ma non quello raggiunto dalla NBA nel 2010, come invece aveva previsto la rivista Forbes.
Per la seconda volta consecutiva, inoltre, i due commentatori Luca Franchini e Michele Posa sono stati a bordo ring per commentare lo show. WrestleMania 32 ha visto anche la partecipazione di The Rock, Steve Austin, Shawn Michaels, Mick Foley e John Cena.
Il match tra The Rock e Erick Rowan, durato sei secondi, è il più corto nella storia di WrestleMania. Quest'edizione di WrestleMania ha avuto un record di spettatori: 101.763.

## Produzione
WrestleMania è considerata come l'evento di bandiera della WWE ed è stata descritta come il Super Bowl dello "sport entertainment".

## Storyline

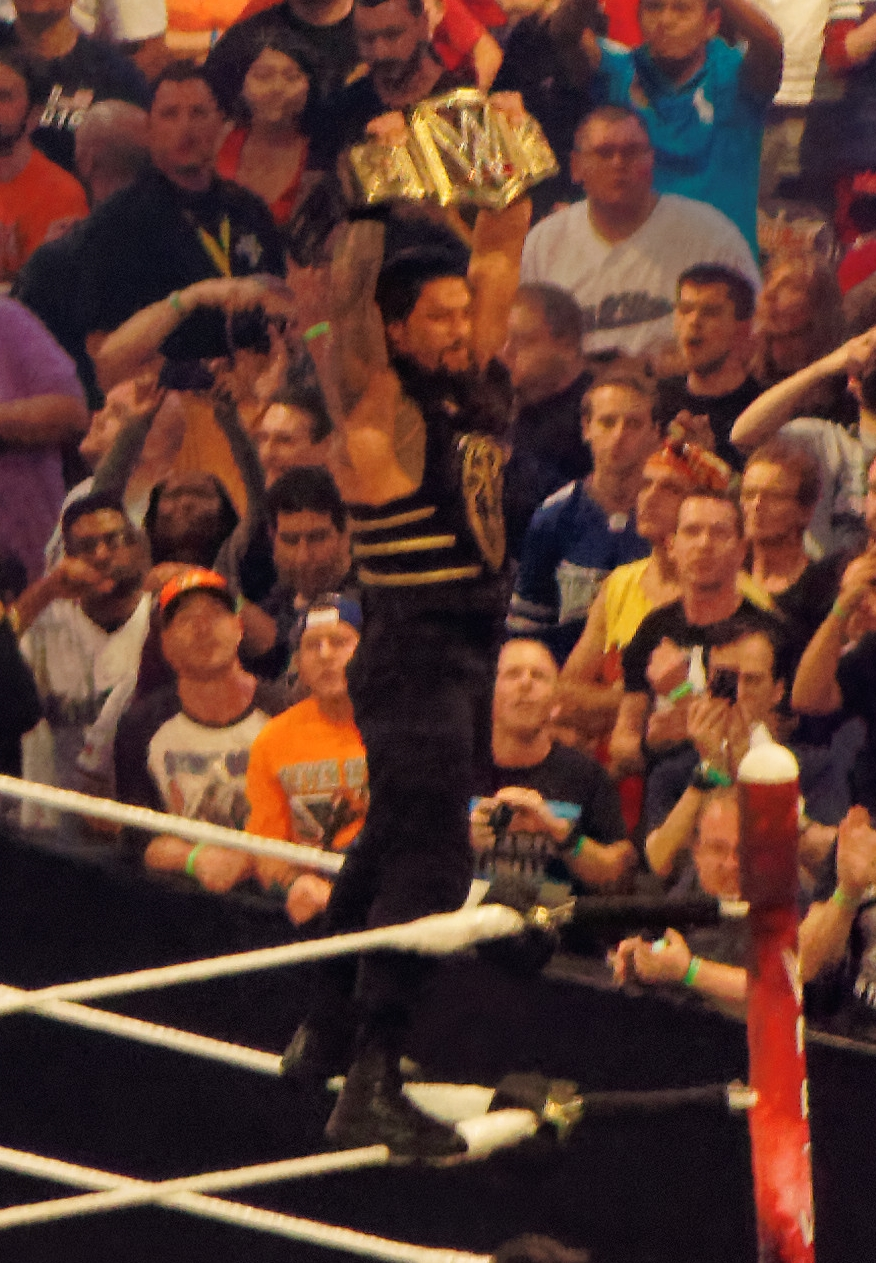
Roman Reigns ha conquistato il WWE World Heavyweight Championship, sconfiggendo Triple H nel main event di WrestleMania 32.

Dopo che Seth Rollins è stato costretto a rendere vacante il WWE World Heavyweight Championship a causa di un legittimo infortunio, Triple H ha offerto a Roman Reigns (allora primo sfidante al titolo di Rollins) un posto nell'Authority per passare il torneo che avrebbe sancito il nuovo campione, ma Reigns ha rifiutato e ha lottato nel torneo. Reigns ha vinto il torneo e il titolo vacante alle Survivor Series, ma una distrazione causata da Triple H ha permesso a Sheamus di incassare il Money in the Bank e vincere il titolo. Dopo che Sheamus ha mantenuto il titolo contro Reigns in un Tables, Ladders, and Chairs match a TLC con l'aiuto di Alberto Del Rio e Rusev, al termine del match Reigns ha attaccato e infortunato (kayfabe) Triple H, che era intervenuto per calmarlo. Reigns ha sconfitto Sheamus in un title vs. career match la notte seguente a Raw per riconquistare il titolo. Dopo aver attaccato Triple H e la famiglia McMahon il chairman della WWE, Vince McMahon, ha cercato di far perdere il titolo a Reigns contro Sheamus nella puntata di Raw del 4 gennaio 2016 in cui era l'arbitro speciale del match, ma Reigns ha mantenuto il titolo. McMahon ha poi costretto Reigns a difendere il titolo nel 30-man Royal Rumble match alla Royal Rumble, dove Triple H ha fatto il suo ritorno come trentesimo partecipante e ha eliminato Reigns per vincere il titolo. A Fastlane Reigns ha sconfitto Dean Ambrose e Brock Lesnar in un Triple Threat match, ottenendo un'opportunità titolata contro Triple H a WrestleMania. Nella puntata di Raw del 22 febbraio Triple H ha attaccato Reigns durante il match di quest'ultimo contro Sheamus, riducendolo in una maschera di sangue prima di avergli eseguito un Pedigree sui gradoni d'acciaio. Con Reigns assente a causa dell'infortunio, Triple H ha accettato la sfida titolata di Ambrose e lo ha sconfitto a Roadblock del 12 marzo. la notte seguente a Raw, dopo che Triple H ha battuto Dolph Ziggler, un rientrante Reigns ha assalito Triple H. La settimana successiva a Raw, Reigns ha perpetrato un altro attaccato mentre Triple H stava prendendo sua moglie dal lavoro. Nella puntata di Raw prima di WrestleMania, Triple H e Reigns hanno avuto una rissa, che è terminata quando i due sono stati separati.

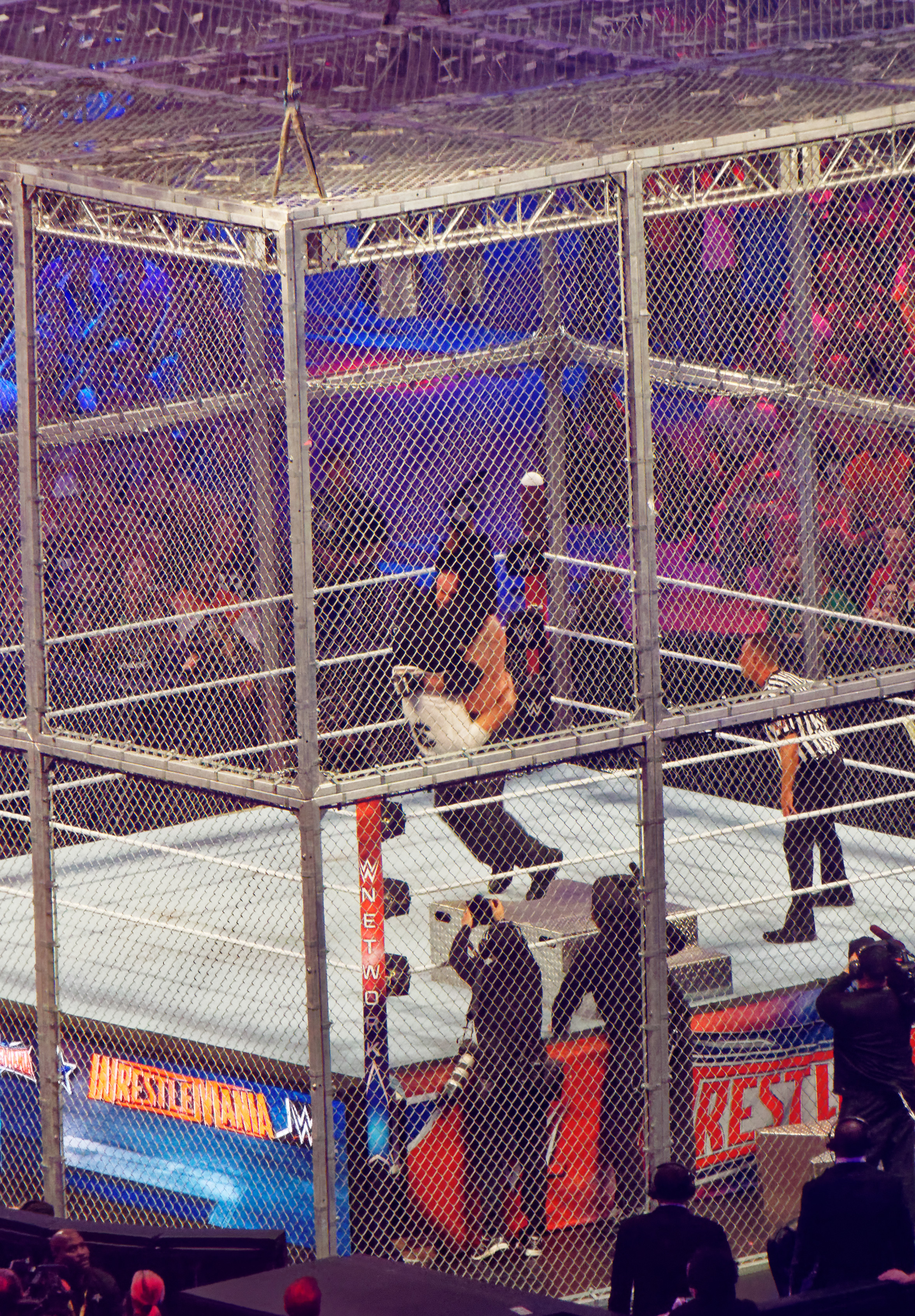
A WrestleMania 32, The Undertaker e Shane McMahon si sono affrontati in un Hell in a Cell match, terminato con la vittoria del Phenom.

Sempre nell'episodio di Raw del 22 febbraio Mr. McMahon ha introdotto il "Vincent J. McMahon Legacy of Excellence" dedicato a suo padre e assegnato a sua figlia Stephanie; non appena questa era sul punto di prendere il premio, Shane McMahon ha fatto il suo ritorno nella WWE dopo quasi sette anni per confrontarsi con il padre e la sorella riguardo alla gestione della compagnia. Dopo che Stephanie ha lasciato il ring, Vince e Shane hanno avuto un confronto che ha visto quest'ultimo chiedere al padre il controllo di Raw. Vince ha poi fatto un patto con Shane che avrebbe preso il controllo di Raw se fosse riuscito a vincere un match di sua scelta. Dopo che Shane ha accettato, Vince ha nominato The Undertaker come suo avversario in un Hell in a Cell match. The Undertaker è tornato a Raw la settimana seguente per parlare del match, dicendo che il sangue di Shane sarebbe stato sulle mani di Vince, non sulle sue. Nella puntata di Raw del 14 marzo, Shane ha avuto un confronto con The Undertaker e ha chiesto la sua fedeltà a Vince. The Undertaker ha affermato che nessuno, nemmeno Vince lo avrebbero controllato. Dopo che Shane ha insultato The Undertaker definendolo di essere la "cagna" di Vince, Undertaker e Shane hanno avuto una rissa, che si è conclusa quando Undertaker ha eseguito una chokeslam su Shane dopo che Vince aveva spinto quest'ultimo attraverso Undertaker. La settimana successiva a Raw, Vince ha annunciato che se The Undertaker non avesse vinto, sarebbe stata la sua ultima WrestleMania. Undertaker e Shane hanno poi avuto un confronto nella puntata di Raw prima di WrestleMania che si è trasformata in una rissa, la quale si è conclusa quando Shane ha colpito The Undertaker con un Leap of Faith sul tavolo dei commentatori.
Nella puntata di Raw del 14 marzo Ryback ha sconfitto Sin Cara e preteso un match per lo United States Championship contro Kalisto (compagno di Sin Cara), sfida che viene accettata in seguito in un'intervista di Michael Cole.

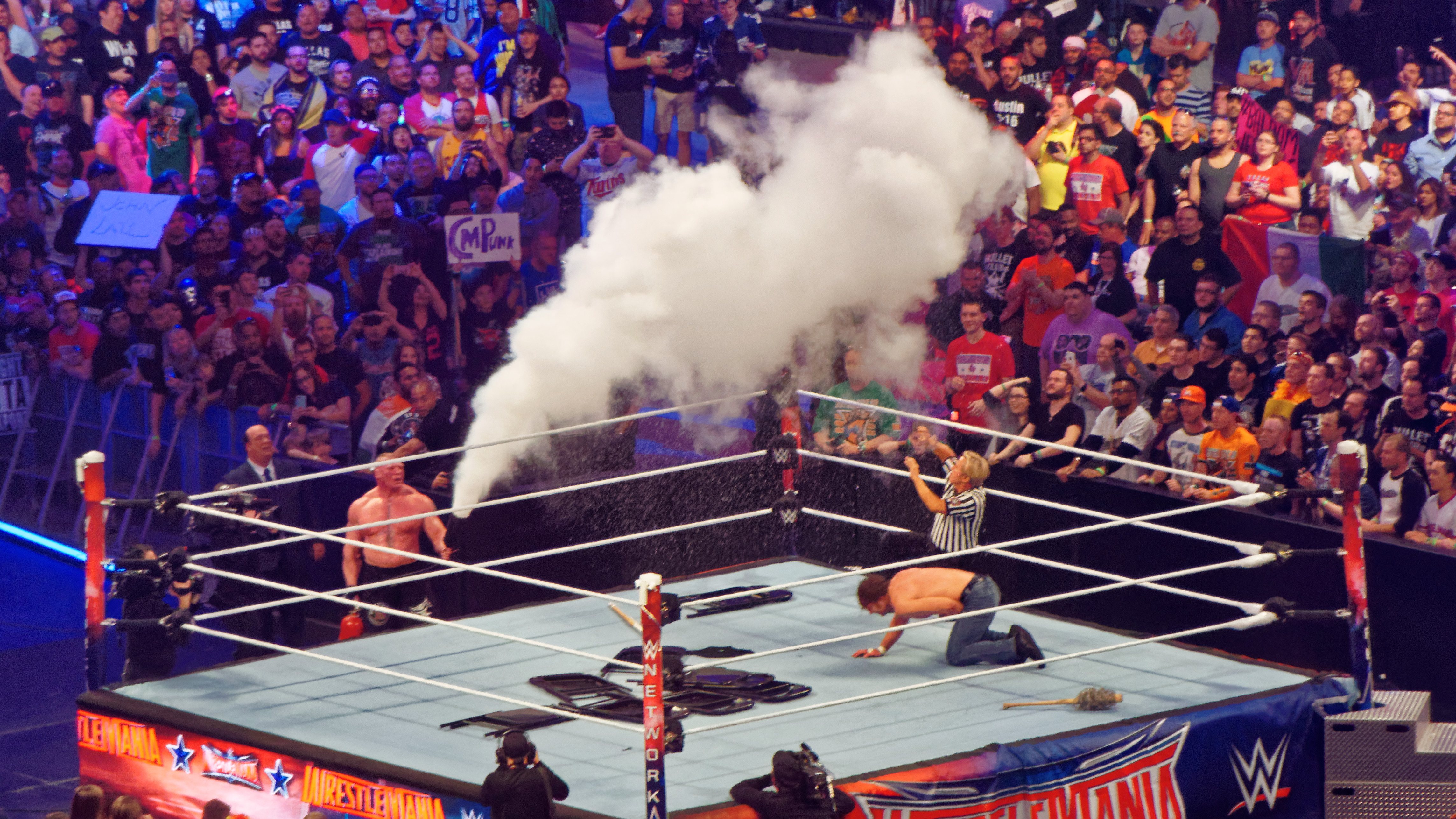
Il No Holds Barred Street Fight tra Brock Lesnar e Dean Ambrose, terminato con la vittoria di Lesnar.

A Fastlane nel Triple Threat match, Brock Lesnar ha chiuso Roman Reigns nella kimura lock fino a quando Dean Ambrose ha attaccato Lesnar con una sedia d'acciaio; Reigns ha poi eseguito una spear su Ambrose per vincere il match. La notte successiva prima che Raw potesse andare in onda, Lesnar ha attaccato Ambrose mandandolo all'ospedale. Nella stessa serata, Paul Heyman ha indetto una sfida a tutto il roster per affrontare Lesnar a WrestleMania. Ambrose è tornato in un'ambulanza per sfidare Lesnar in un No Holds Barred Street Fight, il quale Lesnar ha accettato. Nella puntata di Raw del 14 marzo, la leggenda hardcore Mick Foley ha dato ad Ambrose la sua mazza da baseball col filo spinato. La settimana seguente a Raw, un'altra leggenda hardcore Terry Funk ha dato ad Ambrose una motosega.
Dopo aver sconfitto Becky Lynch in maniera controversa alla Royal Rumble per mantenere il Divas Championship, Charlotte è stata attaccata dalla rientrante Sasha Banks. A Fastlane, Charlotte ha difeso con successo il Divas Championship contro Brie Bella, mentre Becky Lynch e Sasha Banks hanno sconfitto il Team B.A.D. (Naomi e Tamina) in un tag team match. Nella puntata di Raw del 29 febbraio, Lynch e Banks si sono affrontate in un match per determinare chi avrebbe affrontato Charlotte per il titolo a WrestleMania, ma l'incontro si è concluso con un doppio schienamento, terminando di fatto con un pareggio. La rivincita tra le due, che si è svolta nella puntata successiva di SmackDown, è terminata nuovamente senza alcun vincitore (no contest) quando Charlotte le ha attaccate entrambe: è stato quindi annunciato che Charlotte avrebbe difeso il titolo contro entrambe in un Triple Threat match a WrestleMania 32, che in seguito si è rivelato essere valevole per il nuovo WWE Women's Championship (con il conseguente ritiro del Divas Championship).
La terza edizione della André the Giant Memorial Battle Royal è stata annunciata per WrestleMania. Nella puntata di SmackDown del 17 febbraio i Social Outcasts (Adam Rose, Bo Dallas, Curtis Axel e Heath Slater) hanno annunciato la loro partecipazione. A Raw del 21 marzo Big Show e Kane dopo il loro controverso finale, quando quest'ultimo ha attaccato il primo, hanno ufficialmente annunciato la presenza nella Battle Royal.
Il 12 marzo, a Roadblock, Big E e Kofi Kingston del New Day ha difeso con successo il WWE Tag Team Championship contro la League of Nations (King Barrett e Sheamus). Nella successiva puntata di Raw il New Day, rappresentato da Big E e Xavier Woods, ha mantenuto ancora i titoli sconfiggendo gli altri due membri della League of Nations, ovvero Alberto Del Rio e Rusev. In seguito è stato annunciato un Six-man Tag Team match tra il New Day e la League of Nations per WrestleMania 32; senza però i titoli di coppia in palio.
Il 21 febbraio, a Fastlane, AJ Styles ha sconfitto Chris Jericho. Successivamente i due hanno formato un'alleanza sconfiggendo per due volte consecutive i WWE Tag Team Champions del New Day in match non titolati. Nella puntata di Raw del 7 marzo Styles e Jericho hanno affrontato il New Day per il WWE Tag Team Championship ma sono stati sconfitti; al termine del match Jericho ha effettuato un turn heel attaccando brutalmente Styles. In seguito Styles ha sfidato Jericho ad un match per WrestleMania 32; sfida che è stata poi accettata da Y2J.
Nella puntata di Raw del 21 marzo The Miz, Dolph Ziggler e Sami Zayn hanno sfidato l'Intercontinental Champion Kevin Owens ad un match per il titolo. In seguito Stephanie McMahon ha annunciato che Owens dovrà difendere il titolo contro The Miz, Ziggler, Zayn, Zack Ryder, Sin Cara e Stardust in un Ladder match a WrestleMania 32.

## Risultati
| #       | Match | Stipulazioni                                                                                     | Durata |
| ------- | --- | ------------------------------------------------------------------------------------------------ | ------ |
| Kickoff | Kalisto (c) ha sconfitto Ryback                                                                           | Single match per il WWE United States Championship                                               | 8:58   |
| Kickoff | Alicia Fox, Brie Bella, Eva Marie, Natalya e Paige hanno sconfitto Emma, Lana, Naomi, Summer Rae e Tamina | Five-on-five tag team match                                                                      | 11:25  |
| Kickoff | Gli Usos hanno sconfitto i Dudley Boyz                                                                    | Tag team match                                                                                   | 5:18   |
| 1       | Zack Ryder ha sconfitto Kevin Owens (c), Dolph Ziggler, The Miz, Sami Zayn, Sin Cara e Stardust           | Ladder match per il WWE Intercontinental Championship                                            | 15:23  |
| 2       | Chris Jericho ha sconfitto AJ Styles                                                                      | Single match                                                                                     | 17:10  |
| 3       | La League of Nations (con King Barrett) ha sconfitto il New Day                                           | Six-man tag team match                                                                           | 10:03  |
| 4       | Brock Lesnar (con Paul Heyman) ha sconfitto Dean Ambrose                                                  | No-holds barred match                                                                            | 13:06  |
| 5       | Charlotte (con Ric Flair) ha sconfitto Becky Lynch e Sasha Banks                                          | Triple threat match per il WWE Women's Championship                                              | 16:03  |
| 6       | The Undertaker ha sconfitto Shane McMahon                                                                 | Hell in a cell match Se The Undertaker avesse perso, non avrebbe più partecipato a WrestleMania. | 30:05  |
| 7       | Baron Corbin ha vinto eliminando per ultimo Kane                                                          | André the Giant Memorial Battle Royal                                                            | 9:41   |
| 8       | The Rock ha sconfitto Erick Rowan (con Bray Wyatt e Braun Strowman)                                       | Single match                                                                                     | 0:06   |
| 9       | Roman Reigns ha sconfitto Triple H (c) (con Stephanie McMahon)                                            | Single match per il WWE World Heavyweight Championship                                           | 27:11  |

### André the Giant Memorial Battle Royal

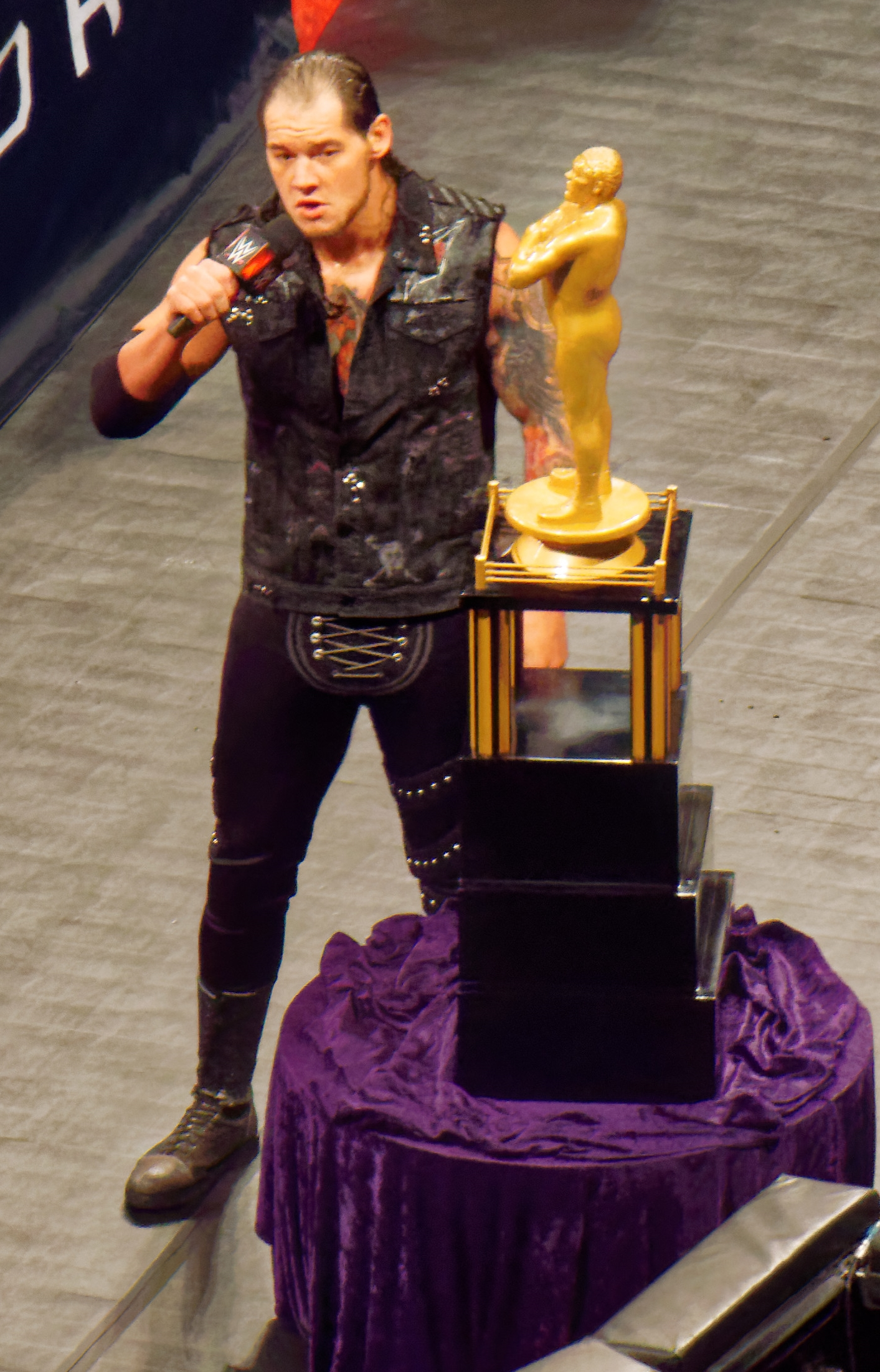
Baron Corbin, il vincitore dell'André the Giant Memorial Battle Royal

| #         | Wrestler               | Eliminato da                 |
| --------- | ---------------------- | ---------------------------- |
| 1°        | Fandango               | Big Show                     |
| 2°        | Damien Sandow          | Shaquille O'Neal             |
| 3°        | Shaquille O'Neal       | Tutti gli altri partecipanti |
| 4°        | Big Show               | Tutti gli altri partecipanti |
| 5°        | Viktor                 | Diamond Dallas Page          |
| 6°        | Diamond Dallas Page    | Konnor                       |
| 7°        | Konnor                 | Goldust                      |
| 8°        | Tatanka                | Baron Corbin                 |
| 9°        | Jack Swagger           | Kane                         |
| 10°       | R-Truth                | Adam Rose e Heath Slater     |
| 11°       | Goldust                | Bo Dallas e Curtis Axel      |
| 12°       | Curtis Axel            | Kane                         |
| 13°       | Adam Rose              | Baron Corbin                 |
| 14°       | Heath Slater           | Mark Henry                   |
| 15°       | Tyler Breeze           | Mark Henry                   |
| 16°       | Mark Henry             | Darren Young e Kane          |
| 17°       | Bo Dallas Darren Young | Kane                         |
| 19°       | Kane                   | Baron Corbin                 |
| Vincitore | Baron Corbin           | —                            |